# Колобово (Шуйский район)
Ко́лобово — посёлок городского типа в Шуйском районе Ивановской области России, административный центр Колобовского городского поселения.
Распоряжением Правительства РФ от 29 июля 2014 года № 1398-р «Об утверждении перечня моногородов» Колобовское городское поселение включено в категорию «Монопрофильные муниципальные образования Российской Федерации (моногорода), в которых имеются риски ухудшения социально-экономического положения».

## География
Посёлок расположен на реке Себерянка в 2 км от железнодорожной станции Ладыгино (на линии Иваново — Новки) и в 20 км к югу от города Шуя.

## История
В XIX веке на территории нынешнего посёлка располагались сельцо Колобово (Высоково) и село Спас-Юрцево. Церковь в селе Спас-Юрцево существовала уже в XVII столетии, это видно из надписи на сохранившейся старинной иконе Успения Божьей Матери, показывающей, что эта икона приложена в церковь Шуйским мещанином Семёном Фёдоровым Карповым в 1696 году. В 1824 году вместо деревянной церкви на средства прихожан была построена каменная церковь с колокольней. В 1864 году церковь и колокольня обнесены каменной оградой. Престолов в церкви было два: в холодной — в честь Преображения Господня и в приделе тёплом — во имя Святителя и Чудотворца Николая. В селе существовала церковно-приходская школа, помещавшаяся в каменном здании, построенном шуйским купцом Алексеем Блохиным.
По данным Центрального статистического комитета Министерства внутренних дел Российской империи, опубликованным в издании озаглавленном: «VI. Владимирская губерния. Список населённых мест Владимирской губернии по сведениям 1859 года» (СПб.: 1863), под номером 3070 значится: Владимирской губ., Ковровского уезда, II-го стана — Колобово (Высоково тож), сельцо владельческое; при колодце; расстояние в верстах от уездного города и от становой квартиры — 30; число дворов 7; число жителей: 22 м.п., 29 ж.п.; имеется заведение для выделки свеч и мыла. В селе Спас-Юрцево на 1859 год значилось число дворов — 40, жителей 346 человек. В 1905 году в сельце Колобово числилось 9 дворов, в селе Спас-Юрцево — 74 двора и 405 чел. жителей.
В конце XIX — начале XX века сельцо Колобово и село Спас-Юрцево входили в состав Зименковской волости Ковровского уезда Владимирской губернии.
С 1929 года Колобово являлось центром Колобовского сельсовета Шуйского района Ивановской области.
26 апреля 1941 года Колобово получило статус посёлка городского типа. 
С 2005 года посёлок является центром Колобовского городского поселения.

## Население
| 1859  | 1905  | 1959  | 1970  | 1979  | 1989  | 2002  | 2009  | 2010  |
| ----- | ----- | ----- | ----- | ----- | ----- | ----- | ----- | ----- |
| 51    | ↗146  | ↗3637 | ↗4092 | ↘3774 | ↘3158 | ↘3013 | ↘2865 | ↘2451 |
| 2012  | 2013  | 2014  | 2015  | 2016  | 2017  | 2018  | 2019  | 2020  |
| ↘2443 | →2443 | ↗2470 | ↗2514 | ↘2490 | ↗2496 | ↘2495 | ↘2429 | ↘2376 |
| 2021  |       |       |       |       |       |       |       |       |
| ↗2387 |       |       |       |       |       |       |       |       |

Национальный состав
По итогам переписи населения 2020 года проживали следующие национальности (национальности менее 0,1 % и другое, см. в сноске к строке «Другие»):
| Национальность | Численность, чел. | Доля     |
| -------------- | ----------------- | -------- |
| Русские        | 2200              | 92,17 %  |
| Цыгане         | 75                | 3,14 %   |
| Армяне         | 22                | 0,92 %   |
| Киргизы        | 9                 | 0,38 %   |
| Украинцы       | 5                 | 0,21 %   |
| Туркмены       | 4                 | 0,17 %   |
| Чуваши         | 3                 | 0,13 %   |
| Узбеки         | 3                 | 0,13 %   |
| Другие         | 66                | 2,75 %   |
| Итого          | 2387              | 100,00 % |

## Экономика
В селе действует ткацкая фабрика по производству суровых тканей, она является градообразующим предприятием, на котором трудится большая часть населения.

## Достопримечательности
В посёлке расположена действующая Церковь Спаса Преображения